# Техничар
Техничар је радник у технолошком пољу који познаје праве вештине и технике. У зависности од типа средње школе (на пример, посао, финансије, храна, туризам, грађевинарство, инжењеринг, визуелне уметности, информациона технологија ...) доминирају предмети који су везани за ту струку. Све средње школе имају неколико заједничких предмета као што је српски језик или математика али и то у обиму према струци за коју школа припрема. Завршетком средње школе техничар је способан за самостални рад за разлику од особе која је завршила гимназију и чије образовање је усмерено ка настављању студија на факултетима и академијама. У средњим школама известан део образовања се реализује путем праксе у предузећу или установи где је за очекивати касније запослење. Образовање које стиче техничар се још назива и средња стручна спрема (ССС) или степен IV образовања.